# Ángelos Évert
Ángelos Évert (grec moderne : Άγγελος Έβερτ ; allemand : Ewert[réf. nécessaire]), né le 10 avril 1894 et mort le 30 décembre 1970, est un policier grec, principalement connu comme le chef de la section athénienne de la police des villes sous l'occupation de la Grèce pendant la Seconde Guerre mondiale. Il est reconnu Juste parmi les nations, en 1969.

## Biographie
Ángelos Évert naît à Athènes ; son père, Miltiádis Évert, est commandant dans la gendarmerie. La famille Évert, d'origine bavaroise, s'était établie en Grèce au XIXe siècle au cours du règne du roi Othon, son compatriote. Après des études de droit à l'université nationale et capodistrienne d'Athènes, Ángelos Évert s'engage dans la gendarmerie en septembre 1915. En 1929, il est versé dans la police des villes et devient commissaire de la section athénienne en septembre 1941, quelques mois après que la Grèce est vaincue par les forces de l'Axe.
Sous l'occupation, Évert et le Sicherheitsdienst allemand offrent ensemble une protection aux casinos et salles de paris illégaux en activité dans l'ensemble du pays. Tous deux perçoivent des rétrocommissions pour leurs « services », mais la part du lion dans les profits revient aux espions collaborationnistes. Après la fin de l'occupation, Évert aide les autorités à capturer et emprisonner 48 propriétaires de casinos clandestins.
Pendant plusieurs années, il agit sur plusieurs fronts : il soutient la résistance grecque, garde le contact avec le gouvernement grec en exil au Caire, tout en coopérant avec les autorités allemandes dans la traque aux communistes. Il participe aussi au sauvetage de plusieurs familles juives d'Athènes.

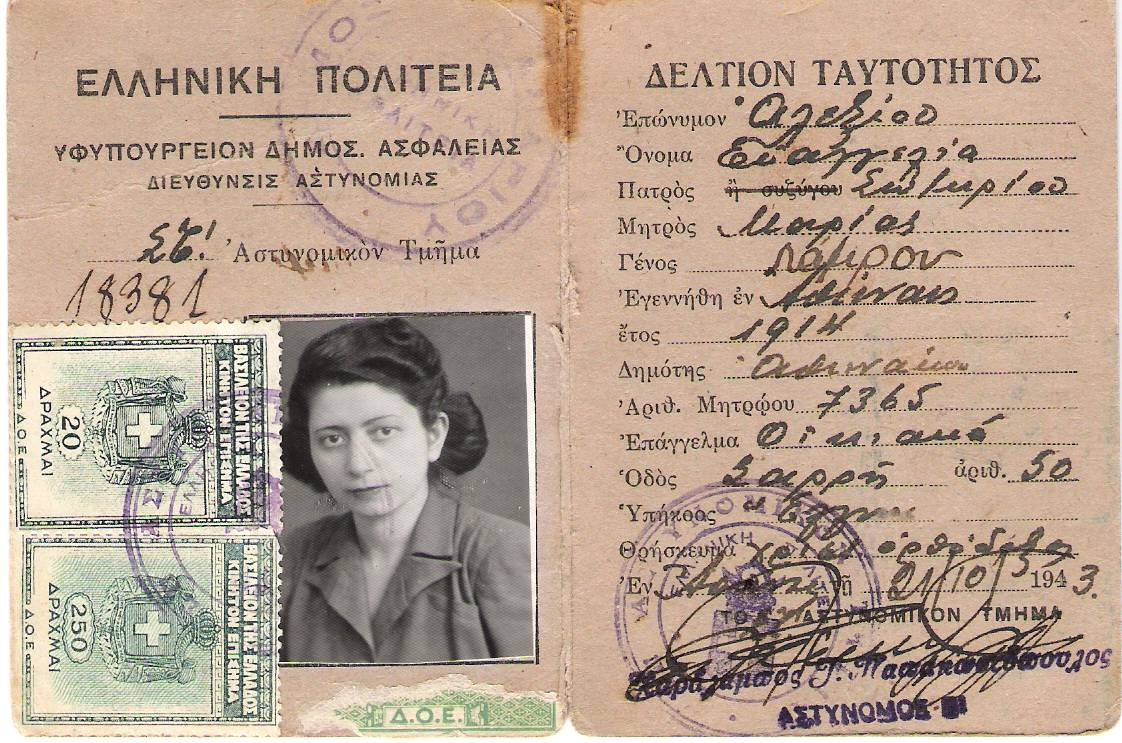
Fausse carte d'identité forgée par Ángelos Évert, qui présente Éva Alhanáti, juive grecque, comme membre de l'église de Grèce sous le nom d'Evangelía Alexíou.

Fin 1943, au cours de la Shoah en Grèce, Évert — alors officier de police — ordonne la forgerie de milliers de cartes d'identité à destination des Juifs d'Athènes, pour les présenter comme des membres non-juifs de l'église orthodoxe de Grèce,. Il contribue aussi à protéger de nombreux biens immobiliers appartenant à la communauté juive athénienne. En raison de ses actions, il est honoré le 8 juillet 1969 du titre de Juste parmi les nations par Yad Vashem. Par la suite, Ángelos Évert témoigne que ses actes se sont inspirés des paroles et des hauts faits de l'archevêque Damaskinos d'Athènes, qui a incité le peuple grec à sauver les Juifs.
Il devient chef de la police des villes en 1951 et il est congédié le 31 janvier 1955. Il meurt d'insuffisance cardiaque le 30 décembre 1970. Son fils, Miltiádis Évert, devient une personnalité politique aux côtés de la Nouvelle Démocratie, puis il exerce la fonction de maire d'Athènes en 1987-1989 et de président de la Nouvelle Démocratie en 1993-1997.